# Idaho Light Foot Militia
La Idaho Light Foot Militia (ILFM, traducido al español como Milicia Ligera de Idaho) es una milicia privada y organizada originaria del estado de Idaho. La Milicia de Idaho no esta relacionada con las fuerzas de seguridad locales, por lo tanto no está reconocida por el gobierno de Idaho, solamente es reconocida por otras milicias constitucionalistas que se describen como parte del Movimiento Patriota de los Estados Unidos. La ILFM fue fundada en 2009.

## Organización
Los militantes del grupo consideran ellos una milicia constitucional y decir no son afiliados con otros grupos de odio. Aun así, el Southern Poverty Law Center (SPLC) les lista tan uno de 1274 patriota agrupa aquello "compromete en conspiraciones, o defender o adherir a grupos extremistas anti gubernamentales". Generalmente, tales grupos se definen como opuestos al “Nuevo Orden Mundial,” compromete en conspiraciones infundadas tales como el supuesto estado profundo en los Estados Unidos, el gran reemplazo. Listando aquí no implica que el los agrupa defiende o comprometer en violencia u otras actividades criminales o racistas. Los Miembros de la milicia creen  son los "dientes  de la Constitución" a la vez de incertidumbre económica y política para los Estados Unidos.

## Afiliación
Afiliación en el ILFM es abierto a los ciudadanos de Idahodesde la edad de 16 y más viejos. Los miembros participan en entrenar y atender reuniones mensuales. Cuando de 2010, la milicia constó de encima 100 miembros.